# Zoran Kukić
Zoran Kukić (* 1. Dezember 1973 in Wien) ist ein ehemaliger bosnischer Basketballspieler, der auch über die Staatsbürgerschaft Österreichs verfügt.

## Laufbahn
Kukić wuchs in Banja Luka auf. Von 1992 bis 2001 spielte er bei KK Borac in Banja Luka. Mit Borac nahm der 2,05 Meter große Flügelspieler auch an Europapokalwettbewerben teil.
2001 wechselte er nach Deutschland zum Bundesligisten RheinEnergy Cologne. Bis 2004 bestritt er in der Bundesliga 64 Spiele für die Rheinländer und im Europapokal Uleb-Cup weitere 16. Seine beste Bundesliga-Saison war das Spieljahr 2002/03, als er im Schnitt 13,6 Punkte und 5,8 Rebounds je Begegnung erzielte. 2004 wurde er mit Köln deutscher Pokalsieger und 2002 deutscher Vizemeister. Er blieb nach dem Ende seiner Spielerzeit 2004 in Köln, wurde Nachwuchstrainer und betreute die Kölner Jugend in der Nachwuchs-Basketball-Bundesliga (NBBL). 2007 wurde er als NBBL-Trainer des Jahres ausgezeichnet.
Im Vorfeld der Saison 2008/09 rückte er als Co-Trainer in den Trainerstab der Kölner Bundesliga-Mannschaft auf. Im März 2009 wurde Draško Prodanović entlassen und Kukić ins Cheftraineramt befördert. Unter Kukić schloss die Kölner Mannschaft die Bundesliga-Saison 2008/09 auf dem 15. Tabellenplatz ab. Im Sommer 2009 zog sich die Mannschaft aus dem Bundesliga-Spielbetrieb zurück. Später wurde Kukić für ein Spielerberatungsunternehmen für den deutschen Markt zuständig. 2022 kehrte er ins Trainergeschäft zurück und wurde im September 2022 Assistenztrainer bei den RheinStars Köln in der 2. Bundesliga ProB. Er wurde ebenfalls Trainer der Kölner JBBL-Mannschaft, führte diese 2023 ins Halbfinale und wurde als bester Trainer der JBBL-Saison 2022/23 ausgezeichnet. Sein Spieler Davi Remagen war in derselben Saison JBBL-Spieler des Jahres. 2023 übernahm Kukić das Traineramt bei der Kölner Mannschaft in der NBBL. Im Sommer 2024 arbeitete er für den Deutschen Basketball-Bund als Co-Trainer der U16-Nationalmannschaft.
Sein Sohn Filip wurde ebenfalls Leistungsbasketballspieler.